# Brda (Split)
Brda su splitski gradski kotar. 

## U sastavu
U sastavu Brda, osim Brda pripadaju: Stinice i sjeverni dio Kopilice.
Nekad su se u sastavu Brda pripadali kotari Ravne njive i Neslanovac zbog čega se stanovnici tih gradskih četvrti vole nazivati Brđanima. 
- Popis ulica gradskog kotara Brda[2]:
  - Drniška
  - Hercegovačka 65-85
  - Hercegovačka 87-123
  - Hercegovačka 1-63
  - Imotska ulica (Mate Golema)
  - Ulica Ivana Raosa 7-11
  - Ulica Ivana Raosa 10-12
  - Ulica Ivana Raosa 3-5
  - Ulica Ivana Raosa 2-8
  - Ulica Ivana Raosa 13-17
  - Ulica Ivana Raosa 14
  - Kopilica
  - Kumičićeva
  - Mostarska 1-99
  - Mostarska 0-70
  - Petravićeva
  - Plitvička
  - Put Brda 1-13
  - Put Brda 0-6
  - Put Brda 12-22
  - Put Brda 15-29
  - Put Brda 8-10
  - Put Duja
  - Put Ravnih Njiva
  - Put Sjeverne luke
  - Ramska
  - Sarajevska 9-91
  - Sarajevska 48-106
  - Sarajevska 1-7
  - Solinska 1-57
  - Solinska 0-20
  - Stinice
  - Širokobriješka 3-19
  - Širokobriješka 0-20
  - Triljska
  - Vranjički put (nekad Stari put)[3]
  - Vrlička

## Obrazovanje
- Osnovna škola Brda
- Osnovna škola Ravne njive
- Odjel za sveučilišne studije

## Šport
- NK Brda Split[4] - nogometni klub
- RK Brda Split[5] - rukometni klub
- OK Brda Split[6] - odbojkaški klub
- ŠH Brda - šahovski klub
- BK Brda - boćarski klub
- TK Brda - tenis klub

## Ekonomija
U sjevernom dijelu Kopilice se nalazi sjedište splitskog dijela Hrvatske pošte, nekoliko hotela, željeznička stanica, pekara Babić, razna skladišta te brojni autoservisi. Na Brdima se nalaze kafići, frizerski saloni, autoservisi i trgovine.

## Prometna povezanost
Brda su posebno povezana s  splitskim javnim prijevozom, a i sama povezanost s Ulicom Domovinskog rata i Solinskom ulicom čini Brda jednu od najpovezanijih splitskih kvartova. 

## Povijest Brda
Osnovna škola Brda, na tadašnjem istočnom dijelu splitskoga polja, započela je s radom 2. srpnja 1944. godine, u kući Pave Kovačića, dok su se još vodila borbe oko završetka Drugog svjetskog rata. Ova prva novoosnovana škola u oslobođenom gradu djeluje pod nazivom "Državna mješovita osnovna škola u Kopilici-Kman".

## Kultura

### U modernoj kulturi
O Brdima, Ravnim njivama i Neslanovcu sniman je dokumentarni film "Brda 21000 Split".

### Kulturne znamenitosti
Crkva Materinstva Blažene Djevice Marije

## Vanjske poveznice
|  | Portal Hrvatske – Pristup člancima s tematikom o Hrvatskoj. |